# Acanthodoxus delta
Acanthodoxus delta é uma espécie de cerambicídeo da tribo Acanthocinini (Lamiinae), com distribuição restrita ao Brasil.

## Distribuição
A espécie tem distribuição nos estados brasileiros da Bahia, Espírito Santo, Minas Gerais, São Paulo e Rio de Janeiro.